# Вуценски манастир
Вуценският манастир „Успение Богородично“ (на гръцки: Μονή Βουτσάς) се намира на 720 м надморска височина в Източно Загори, източно от село Доляни, близо до река Варда. Мъжкият манастир е действащ от 1998 г. 
Старото име на манастира е „Света Богородица Погонатиса“, по прозвището на император Константин IV Погонат. Мястото, на което е издигнат манастирът, било керванска станция по пътя от Тесалия и Македония до Епир и обратно, следвайки една от най-важните пътни артерии от римската епоха и османското владичество – Василикострата. Според манастирската легенда този маршрут е следван в съответствие с традицията от император Константин IV Погонат на връщане от Сицилия към Константинопол, когато основава и двата най-забележителни манастири в Загори – Вуценският и „Света Богородица Моливдоскепастис“ в Депалица.
Името си манастирът дължи на село Вуца, което съществува в района още от византийската епоха. Манастирът е разрушен през 1431 година от османските турци при похода си срещу Янина и възстановен 70 години по-късно. Сегашният католикон е реновиран от 1680 г. и е заобиколен от високо заграждение, което е оформено от фасадите на съседните килии и сервизни помещения. В средата на XVIII век манастирът бил доста заможен и поддържал забележителна библиотека, която съхранявала ръкописа „Хроника на Вуца“, в който са описвани най-важните събития на Епир и в частност от Загори. През XIX век манастирът запада и е изоставен по време на Втората световна война.
Католиконът е изографисан със сцени от живота на Христос и Богородица, от Стария завет и от житията на светците. От външната страна на църквата има фреска със Света Богородица, заобиколена от ангели, от 1697 г. Манастирът отбелязва своя празник на 23 август.